# Régi Kis-Bælt híd
A Régi Kis-Bælt híd (dánul: Lillebæltsbroen) egy kombinált vasúti és közúti híd, és ez volt az első rögzített összeköttetés Jütland és Funen között. Az építkezés 1925-ben kezdődött, és a hidat 1935. május 14-én szentelték fel. A hídon halad át a Koppenhága–Fredericia/Taulov-vasútvonal.
2015 májusa óta látogatók szakmai irányítással úgynevezett hídjáró túrára indulhatnak.
A Lillebæltsbroen a 100 koronás bankjegyek motívuma.